# Musée national de l'Ancienne École de médecine navale
Cet article concerne un musée. Pour l'ancienne école, voir École de médecine navale de Rochefort. Pour l'hôpital où se trouvait l'école et où se trouve le musée, voir Hôpital de la Marine de Rochefort.
 (août 2018).
L'Ancienne École de médecine navale est un musée national situé dans l'ancien hôpital de la Marine de Rochefort, ce dernier appartenant au ministère des Armées. Le musée lui-même est l'une des antennes du musée national de la Marine.

## Historique

### L'École de médecine navale de Rochefort et ses collections pédagogiques
L'École de médecine navale de Rochefort a été fondée en 1722 pour former les chirurgiens embarqués à bord des navires de guerre. En 1788, elle s'installe dans un pavillon du nouvel hôpital de la Marine. Rapidement, des collections scientifiques sont rassemblées pour soutenir l'enseignement et l'apprentissage des officiers de santé. Une bibliothèque et un musée sont ainsi constitués et permettent aux élèves d'approfondir leurs études.

### La fermeture de l'école et l'ouverture des collections au public
En 1890, l’école de Rochefort devient simple établissement préparatoire mais accueille des étudiants jusqu’en 1964. À la suite de la fermeture définitive de l'hôpital en 1983, le musée de la Marine est sollicité pour mettre en valeur le lieu et ses collections. Les salles du pavillon de l'ancien hôpital de la Marine sont alors réaménagées. Le musée, géré directement par le musée national de la Marine de Rochefort, ouvre au public en 1998.

## Les collections

### La bibliothèque
La bibliothèque, créée dès la fondation de l'école en 1722, comporte aujourd'hui 25 000 volumes. Encore embryonnaire au XVIIIe siècle, le fonds d'ouvrages s'enrichit en 1780 du legs du médecin Cuvelier, puis de livres issus des saisies révolutionnaires.
Au début du XIXe siècle, la bibliothèque est dotée d'un budget d'acquisition et d'un personnel dédié.
Outre les ouvrages médicaux, la bibliothèque conserve des ouvrages de botanique, de zoologie, de géologie, etc. L'histoire naturelle au sens large constitue environ un tiers du fonds.
Le plus ancien document est un incunable de 1478.

La bibliothèque conserve également divers manuscrits : témoignages de médecins et de chirurgiens, rapports de fin de campagne, etc. 

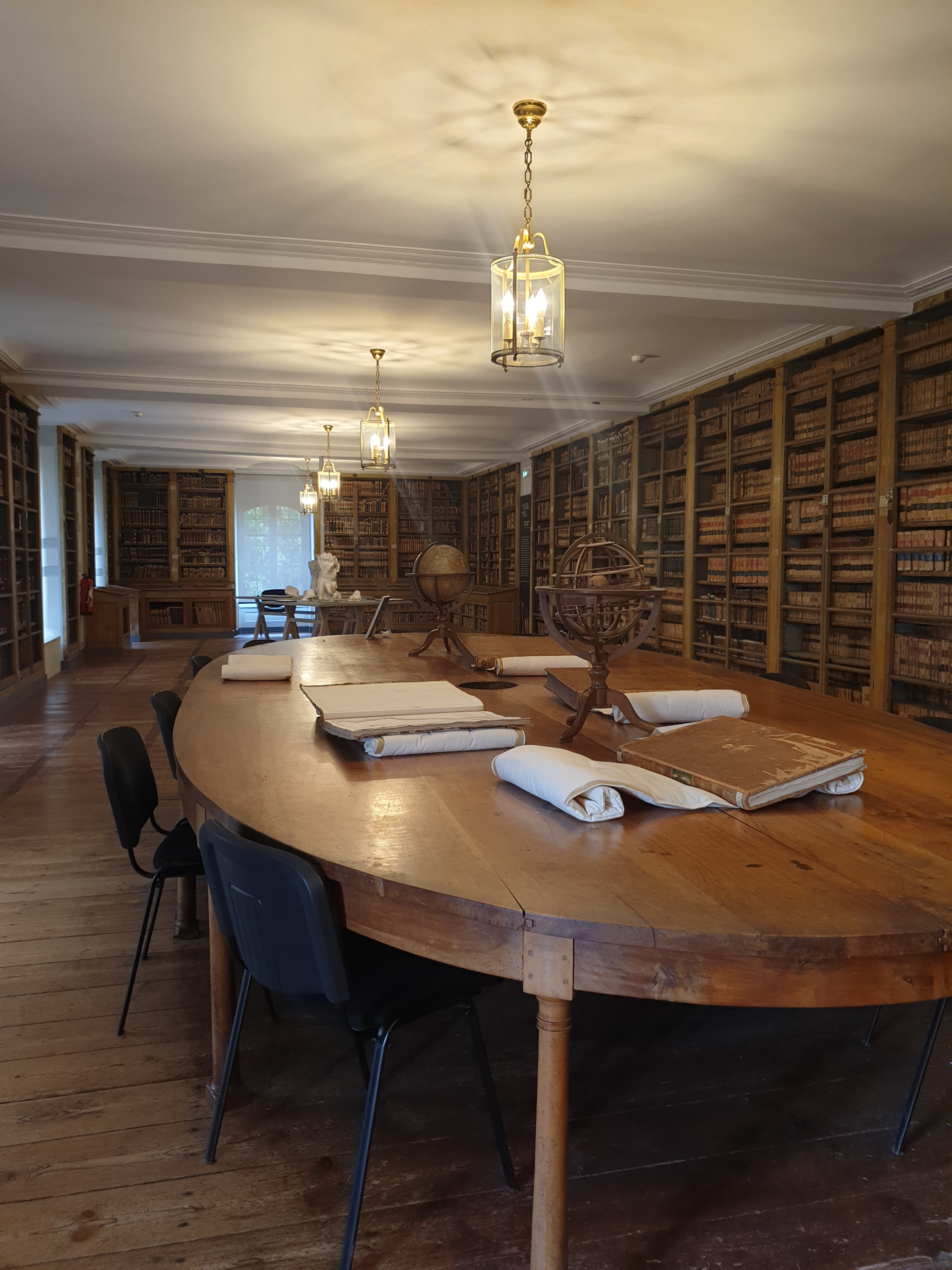
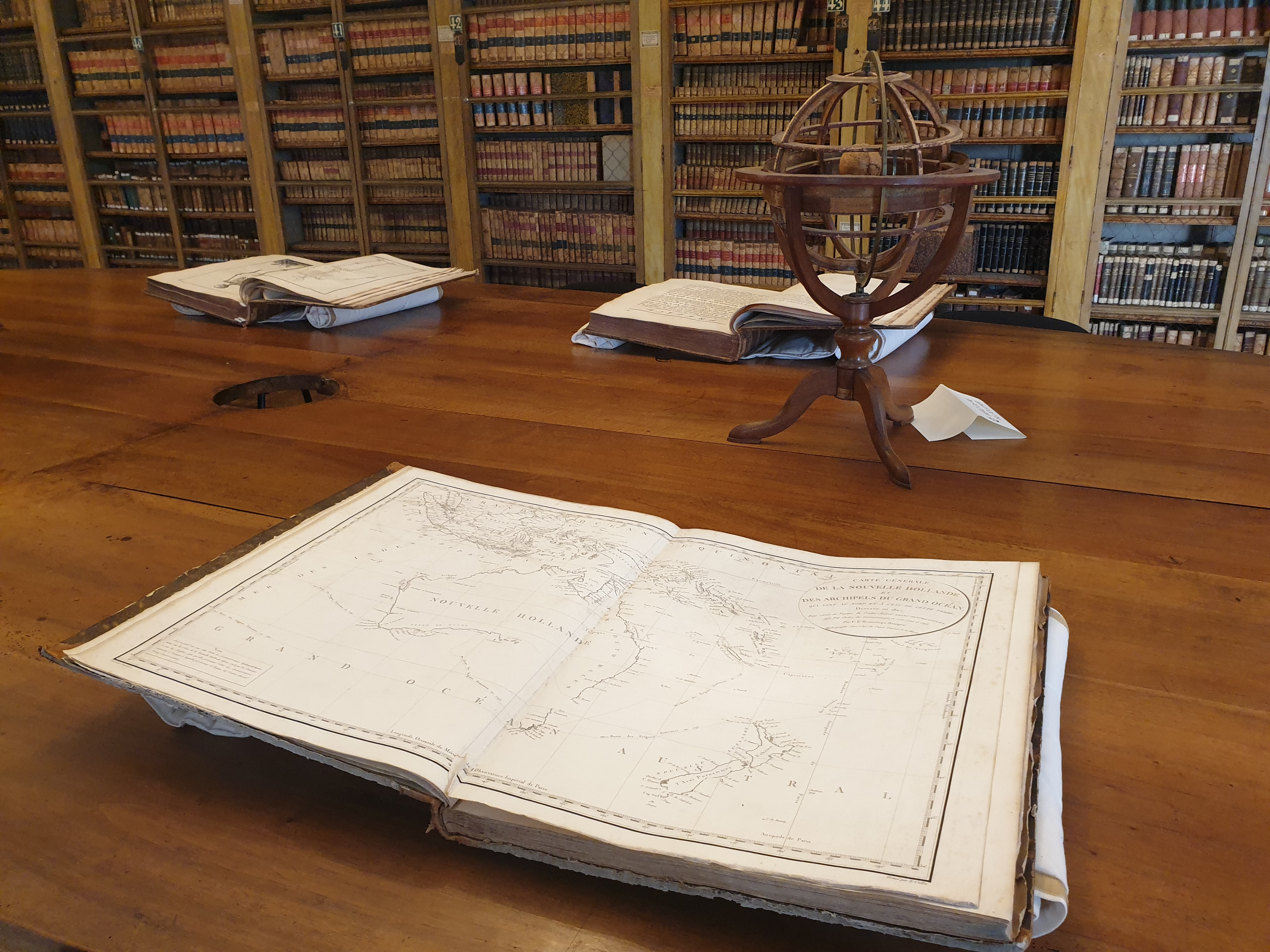
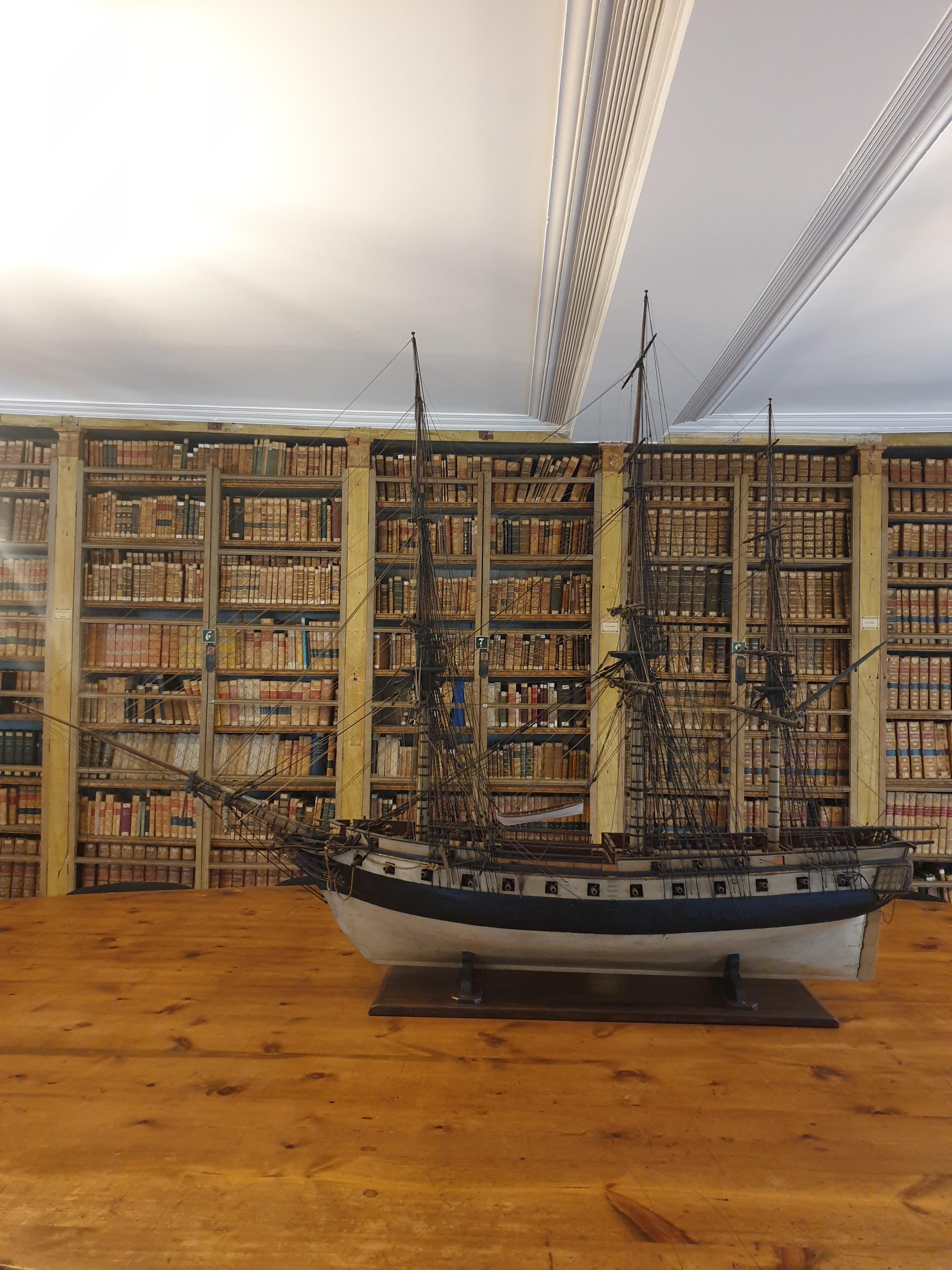
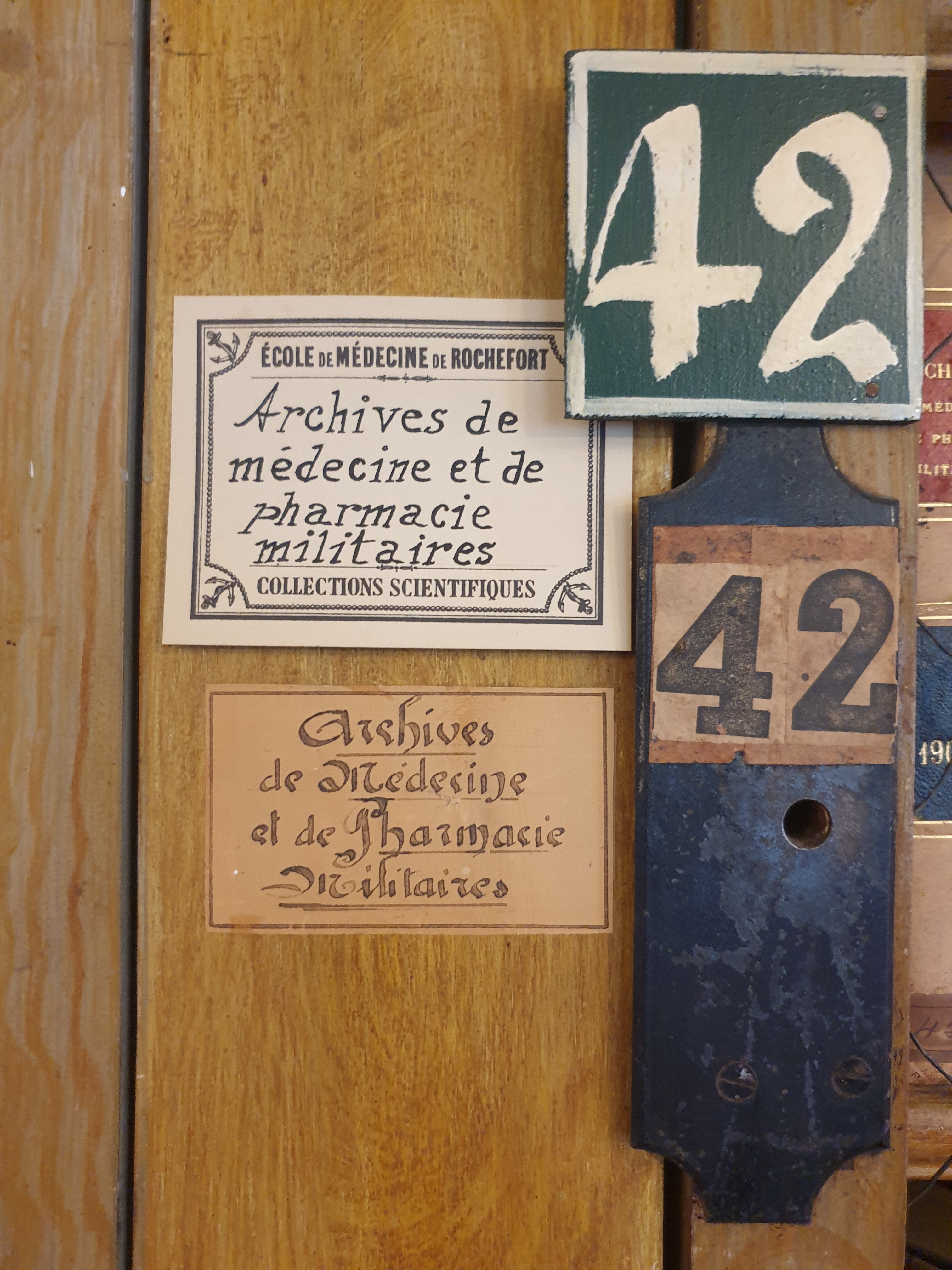
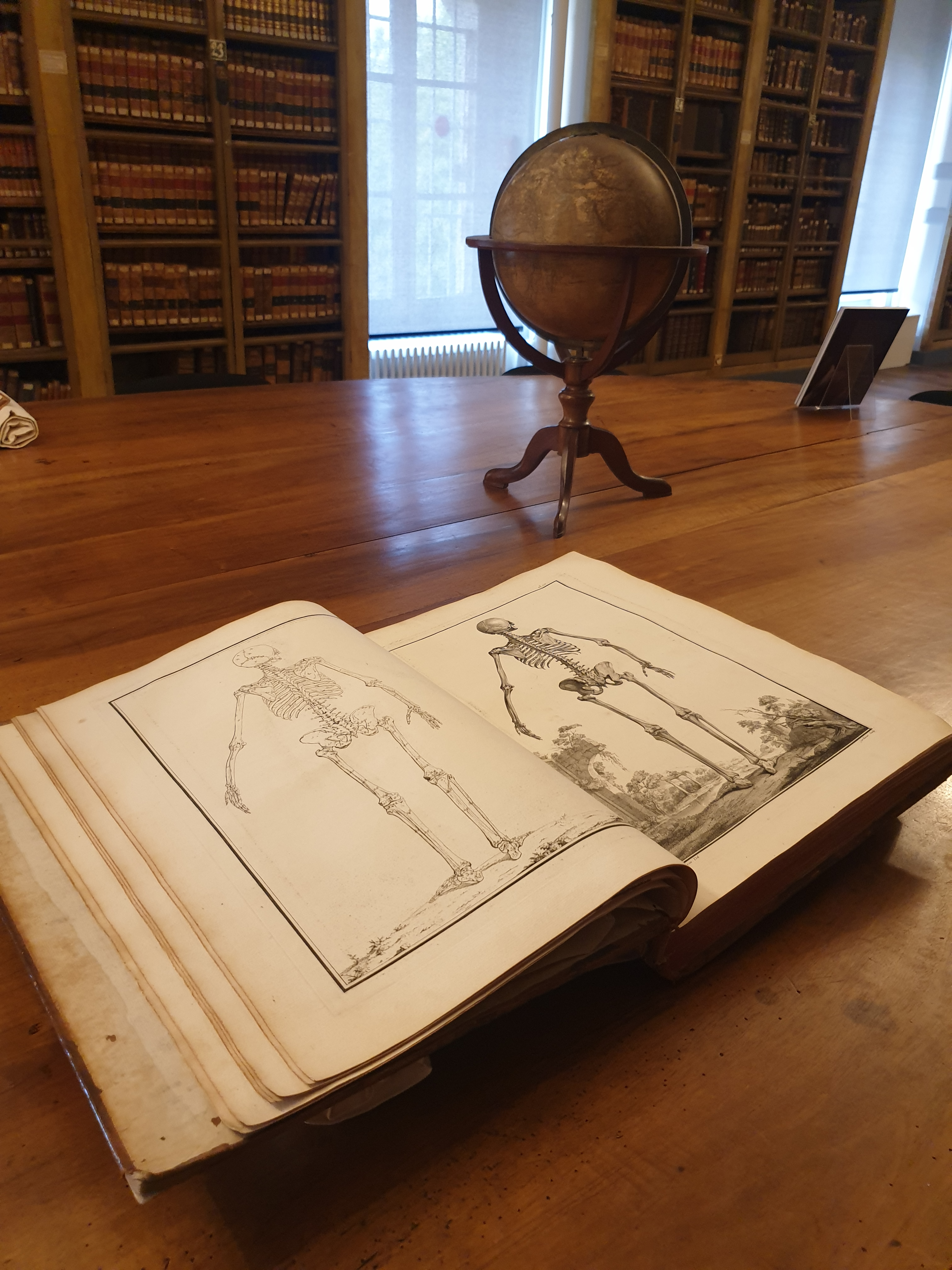

### Les collections d'anatomie et de médecine

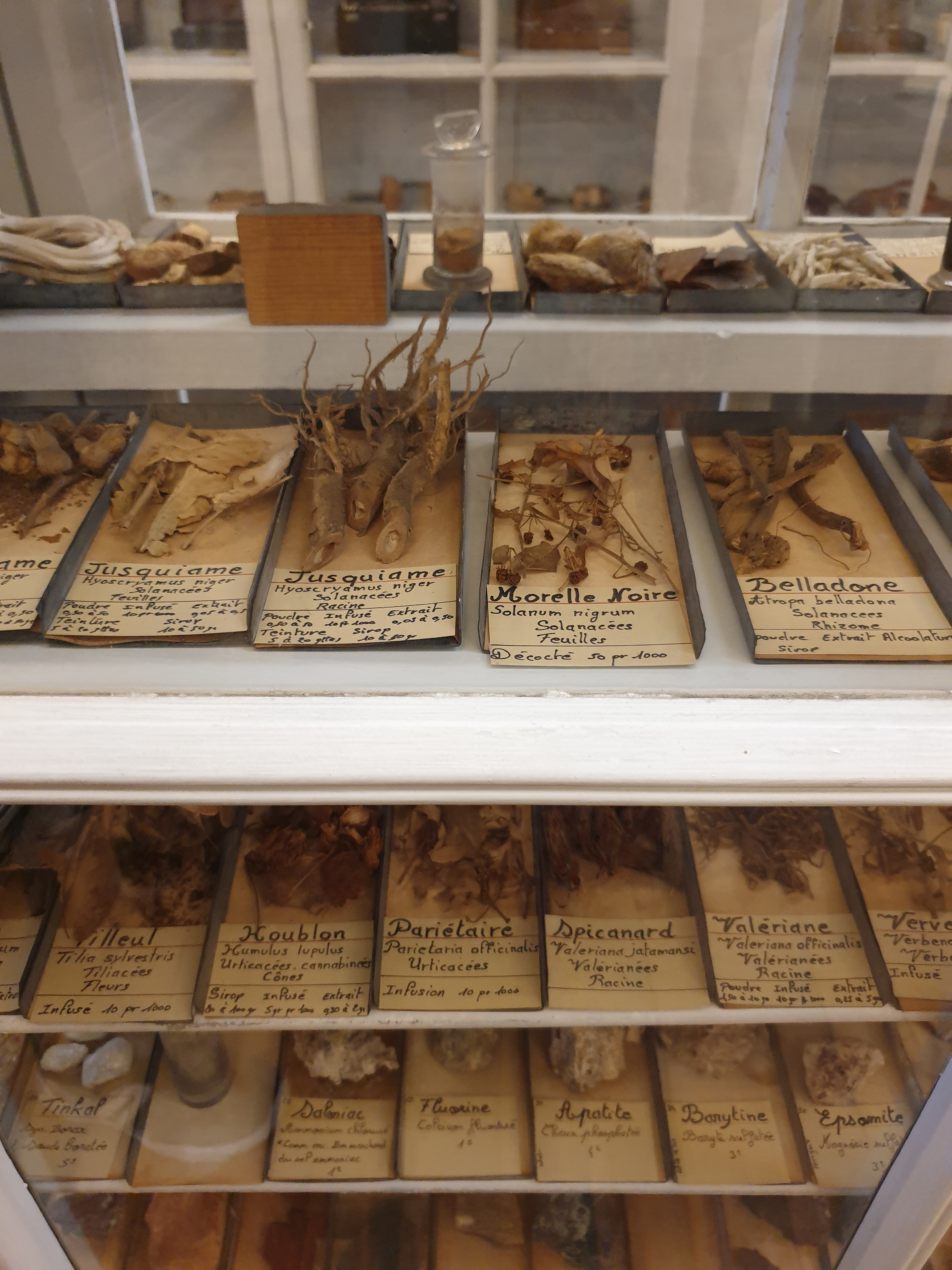
Droguier

Les collections d'anatomie, de pathologie, de tératologie ont été rassemblées pour servir de support à un enseignement concret, où l'observation et la pratique sont au centre des préoccupations.
Outre des restes humains (squelettes, tissus), sont exposés divers modèles (panneaux d'artériologie, les crânes phrénologiques...).

Les vitrines contiennent du matériel de chirurgie, tels que des instruments servant aux opérations ophtalmologiques, dentaires, mais aussi d'amputation et de trépanation,  les principales interventions pratiquées à bord des navires. 

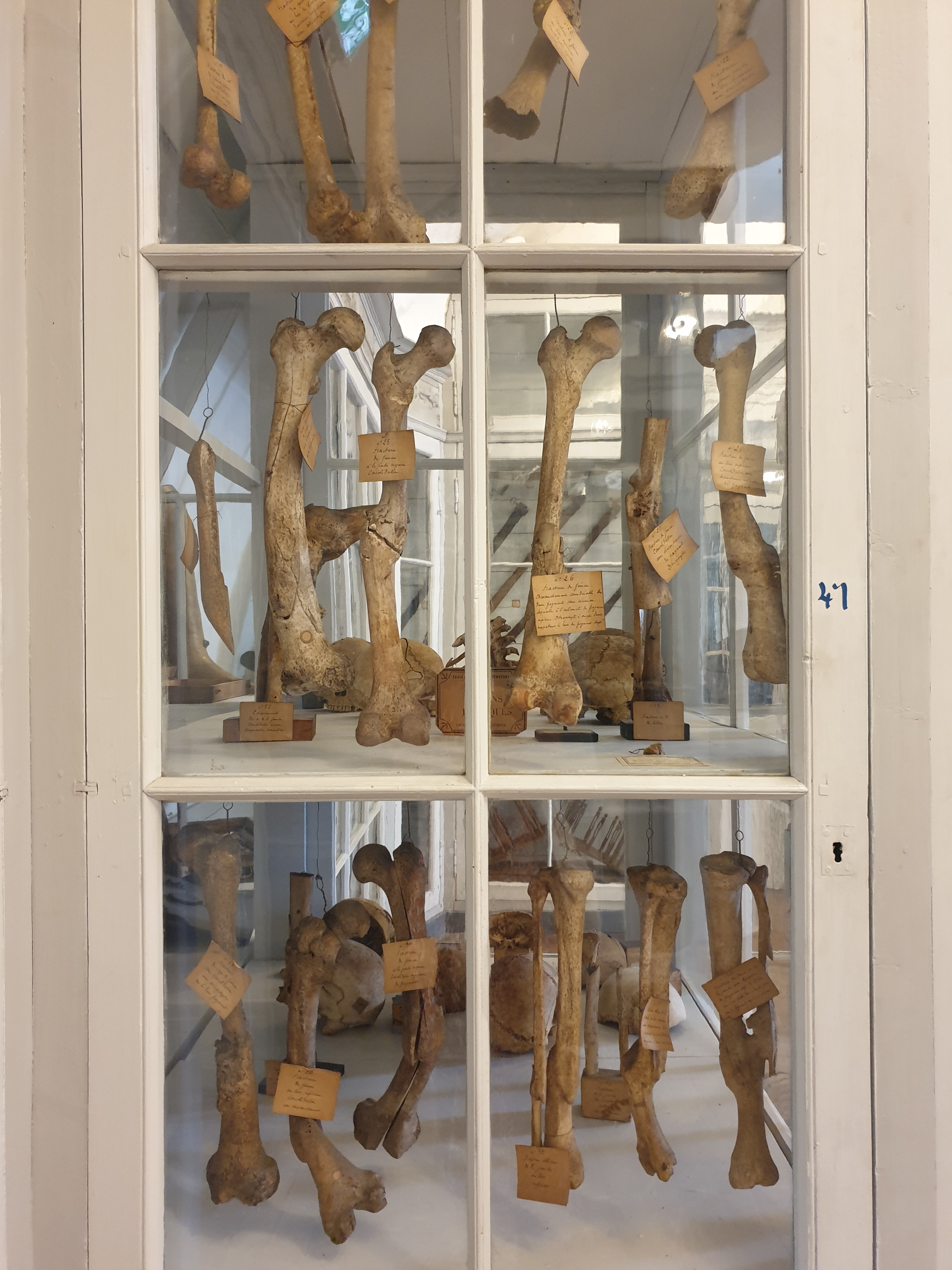
Vitrine pour l'étude des fractures du fémur
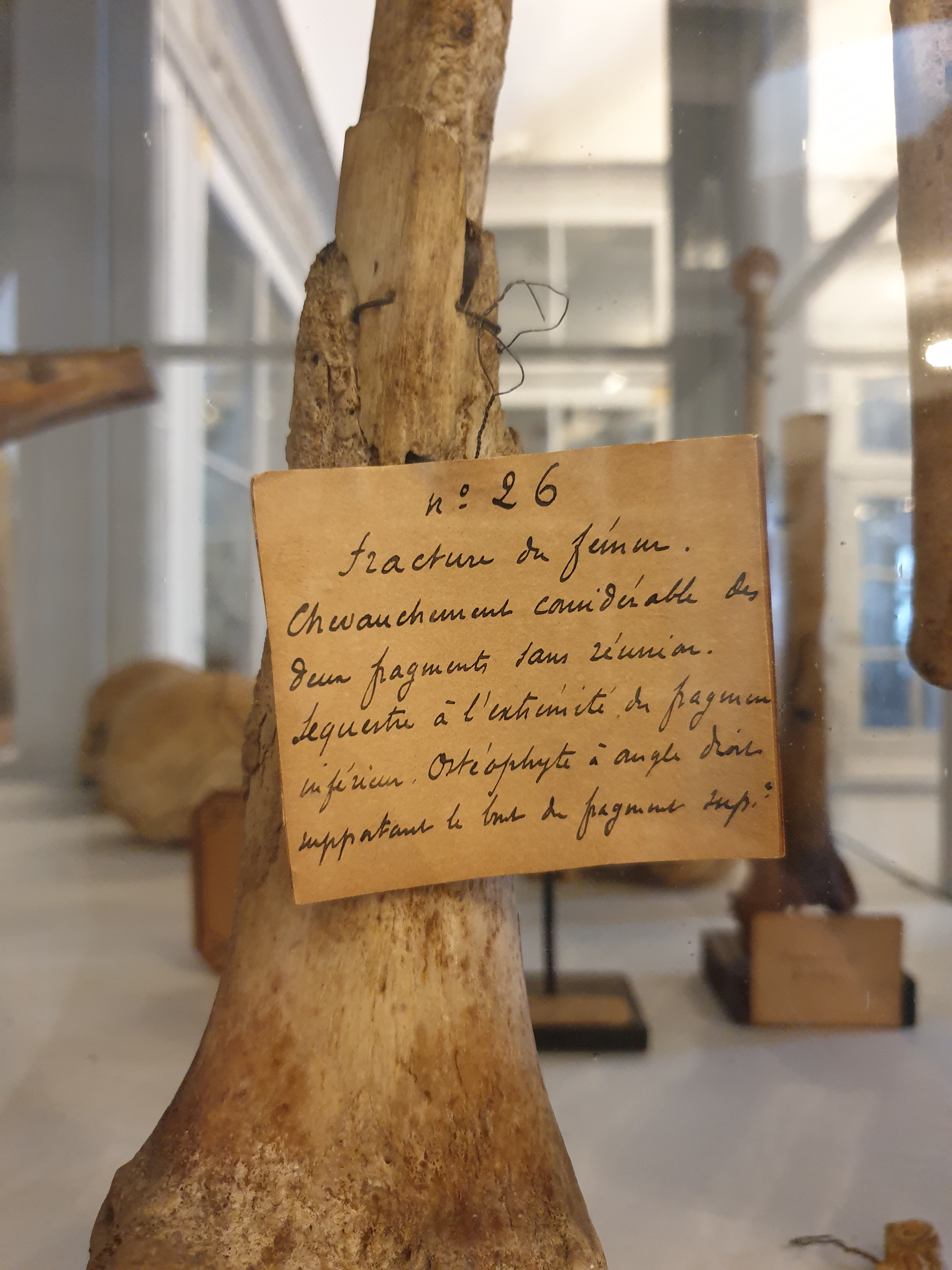
Étiquette explicative sur un fémur brisé
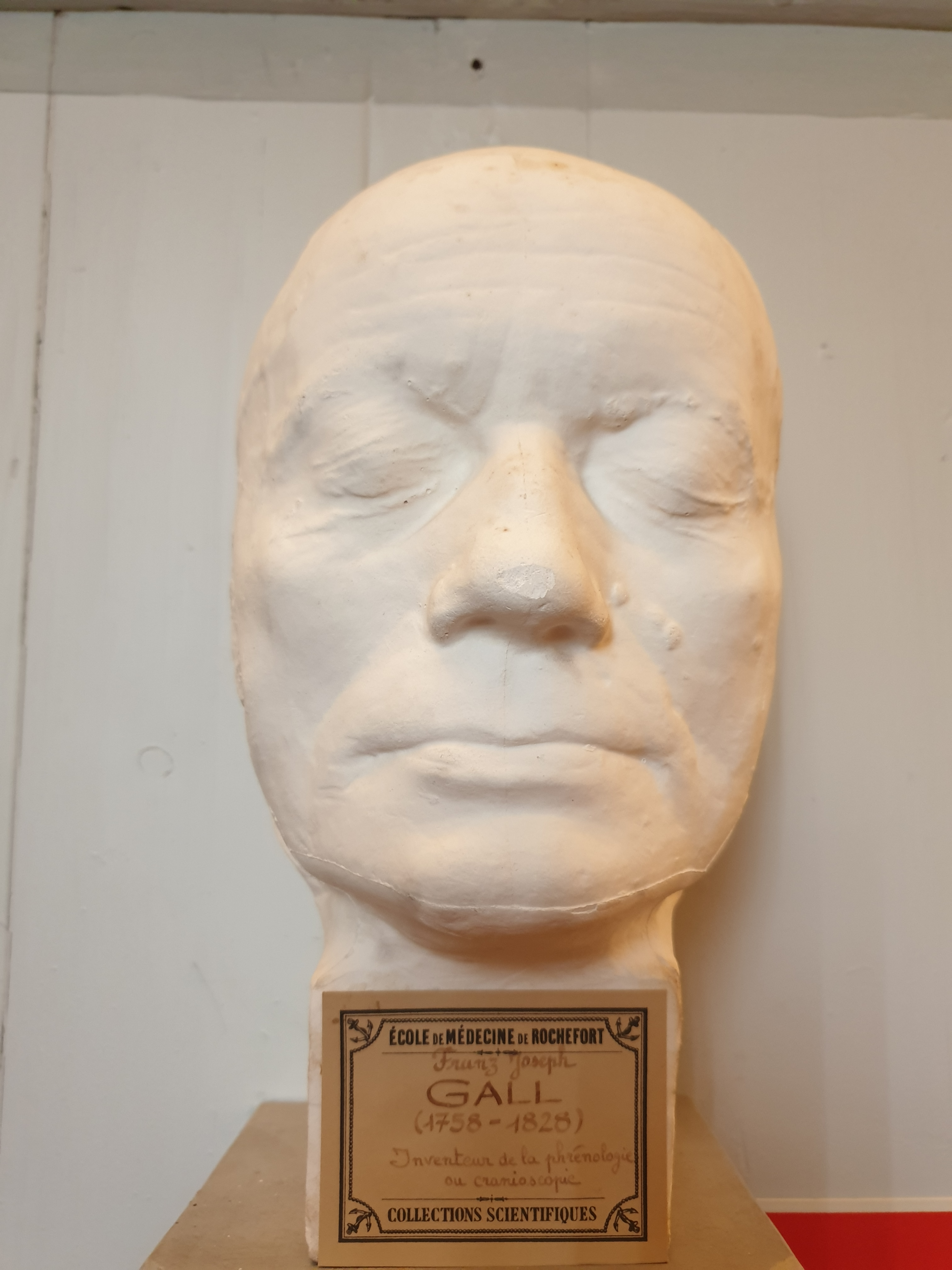
moulage en plâtre de la tête et du crâne de Gall, inventeur de la phrénologie
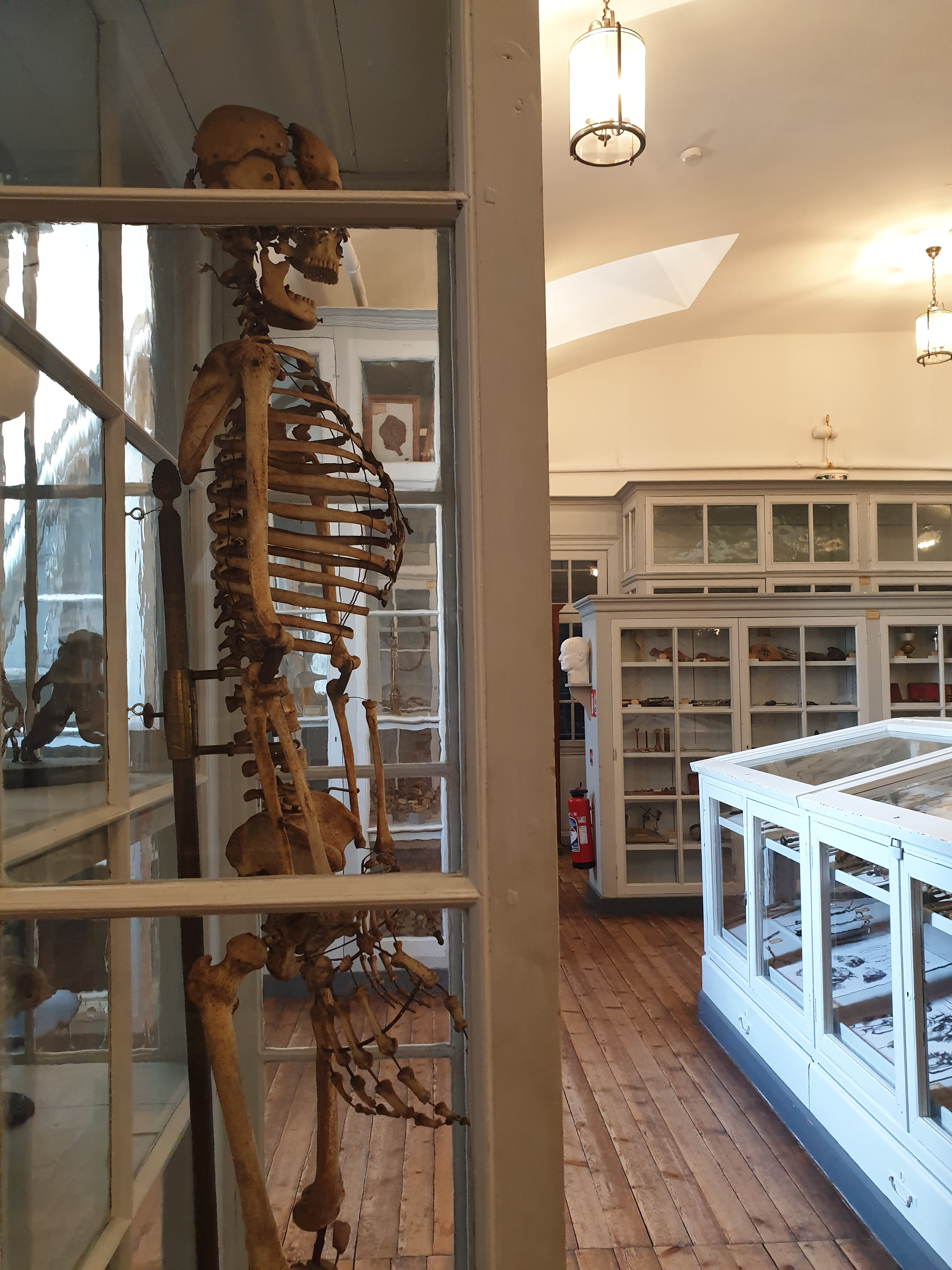
Squelette

### Histoire naturelle
Le musée conserve également des collections de zoologie et de botanique. Le droguier général expose plusieurs centaines d'échantillons végétaux. 

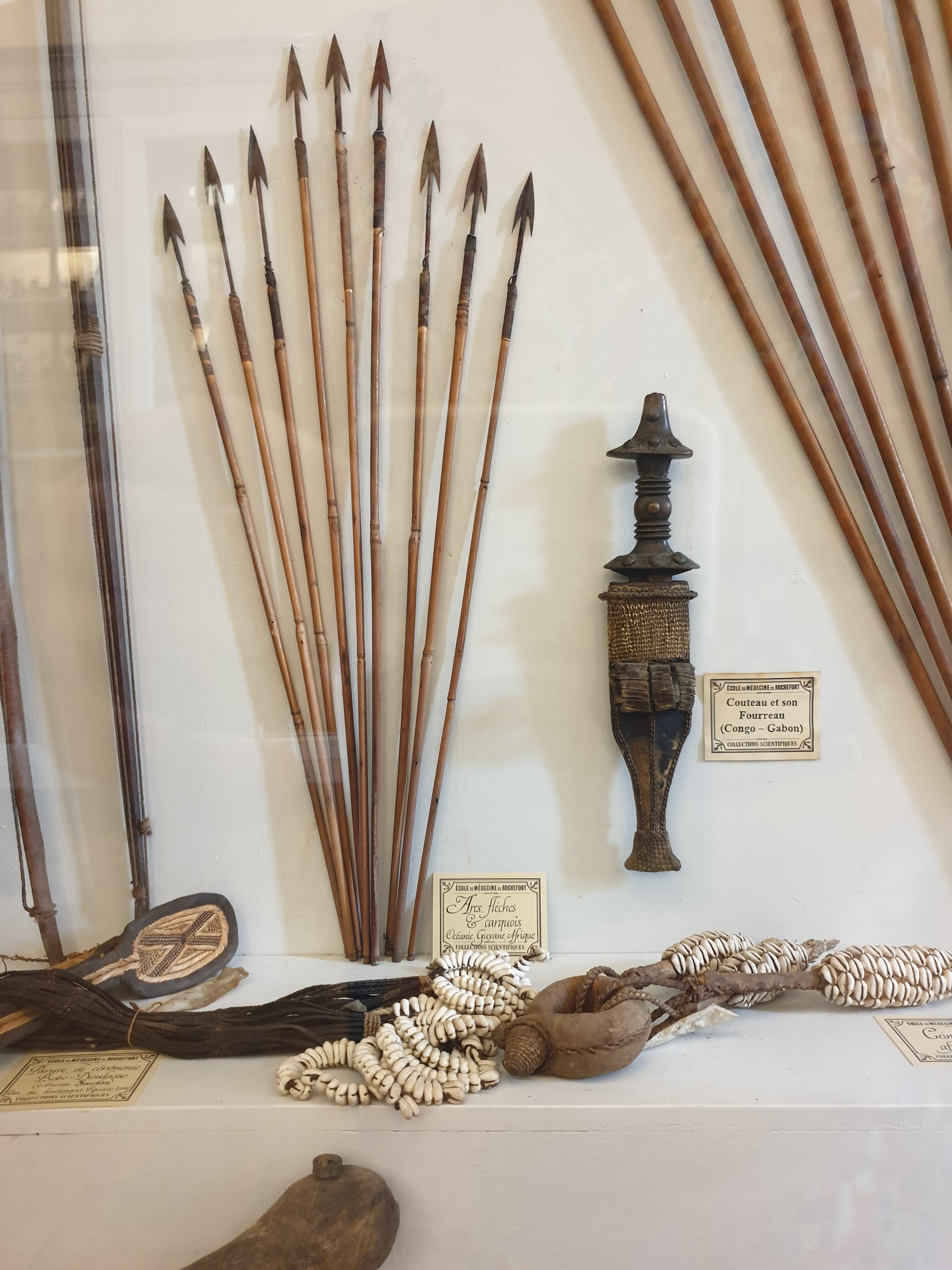
Collections ethnographiques : armes

### Ethnographie
Les officiers de santé ont, au cours des XVIIIe et XIXe siècles, participé à des expéditions scientifiques, au cours desquelles ont été collectés divers artéfacts ethnographiques.

## Espaces d'exposition
L'Ancienne École de médecine navale se présente aujourd'hui telle qu'elle était au milieu du XIXe siècle. Sur trois niveaux, le musée présente aux visiteurs les instruments pour enseigner et pratiquer la médecine, à savoir les objets, les ouvrages, les modes de présentation, de classement et de mise en scène du savoir proposés par les scientifiques et médecins il y a 150 ans.
Au rez-de-chaussée, se trouve la salle des Actes, qui servait autrefois aux travaux de dissection et aux cours d’anatomie. La pièce voisine abritait le Conseil de Santé.

Le premier étage abrite la bibliothèque et le second étage est dédié aux collections muséales.

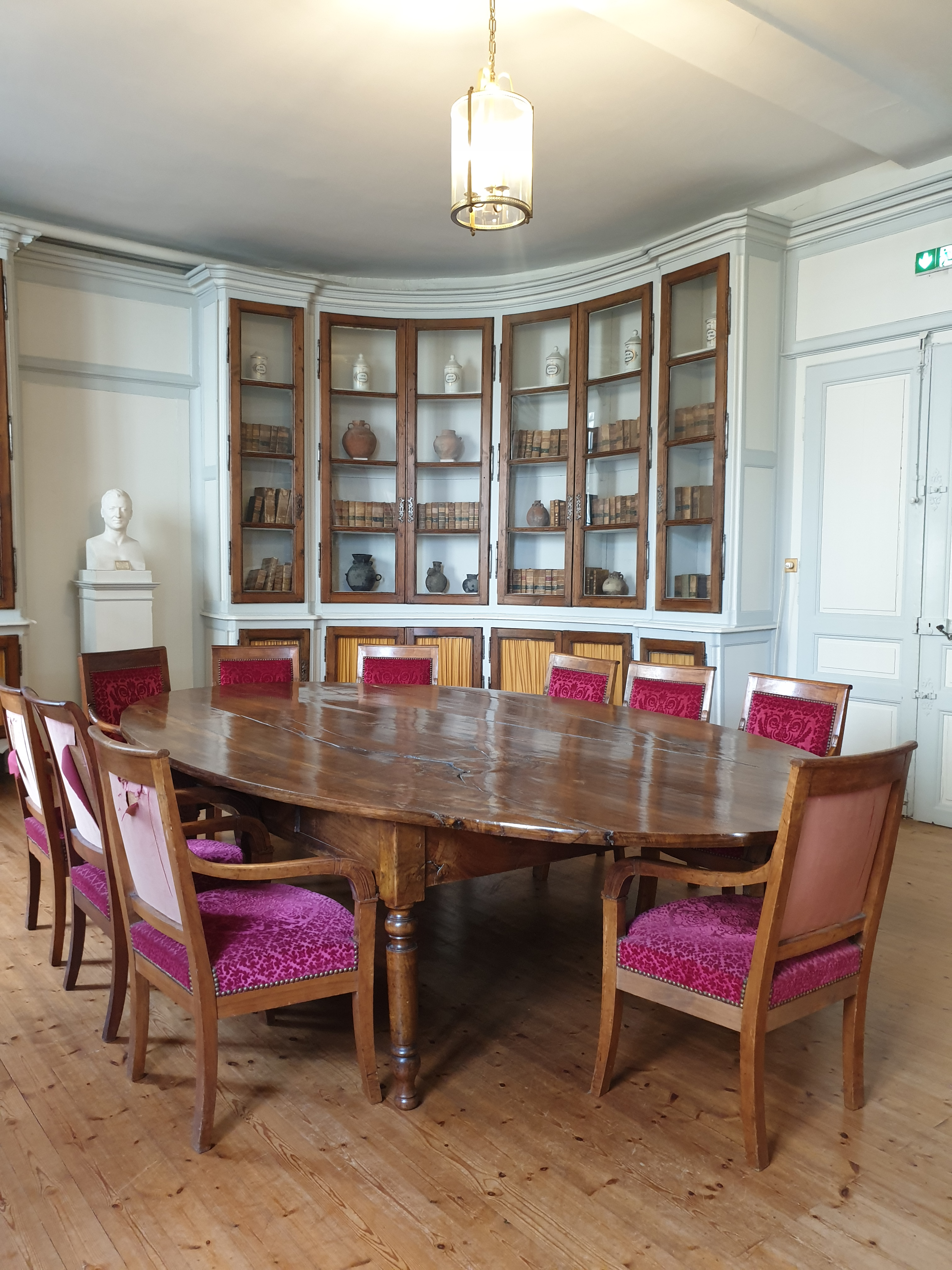
Salle du conseil
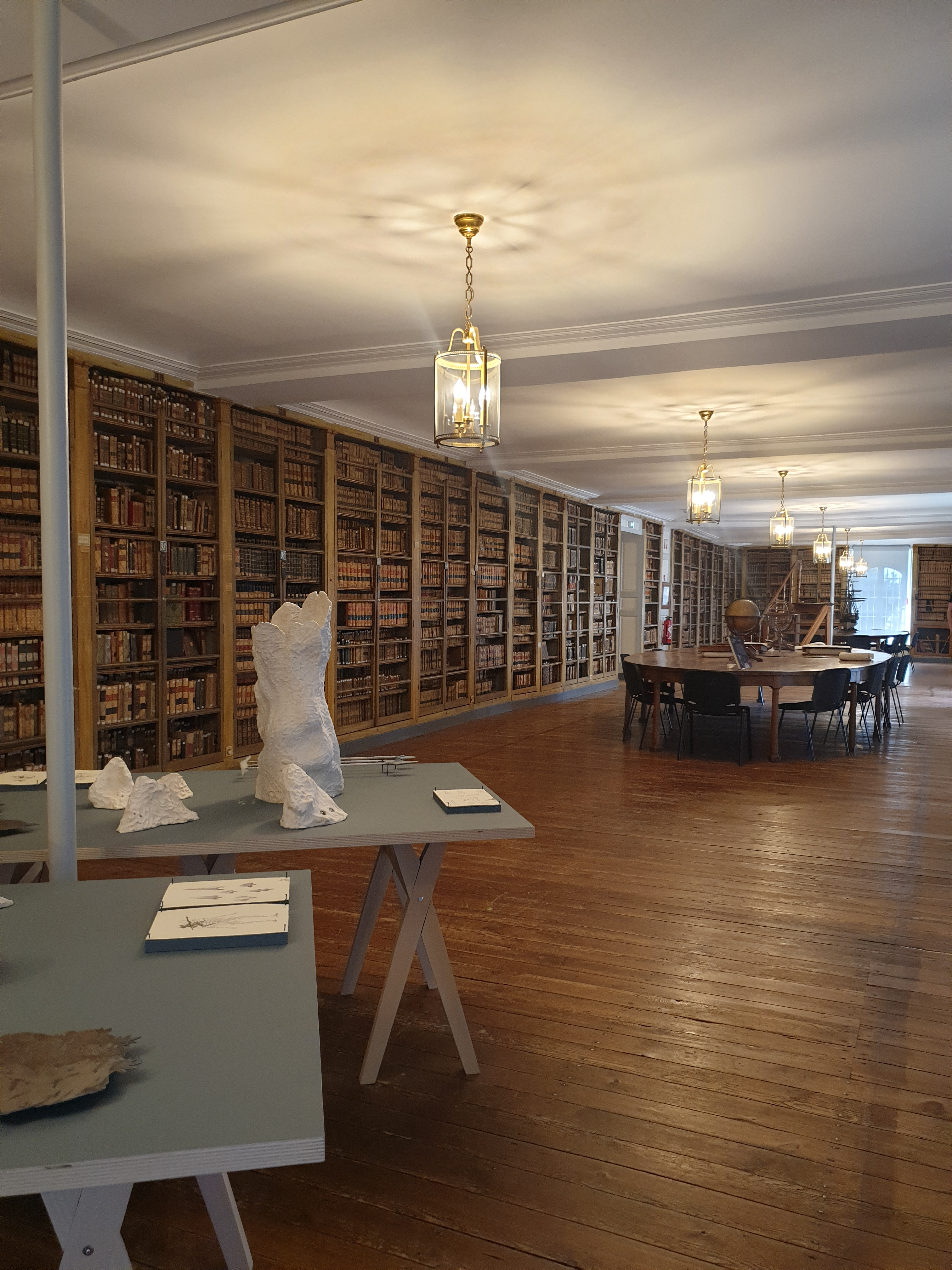
Bibliothèque
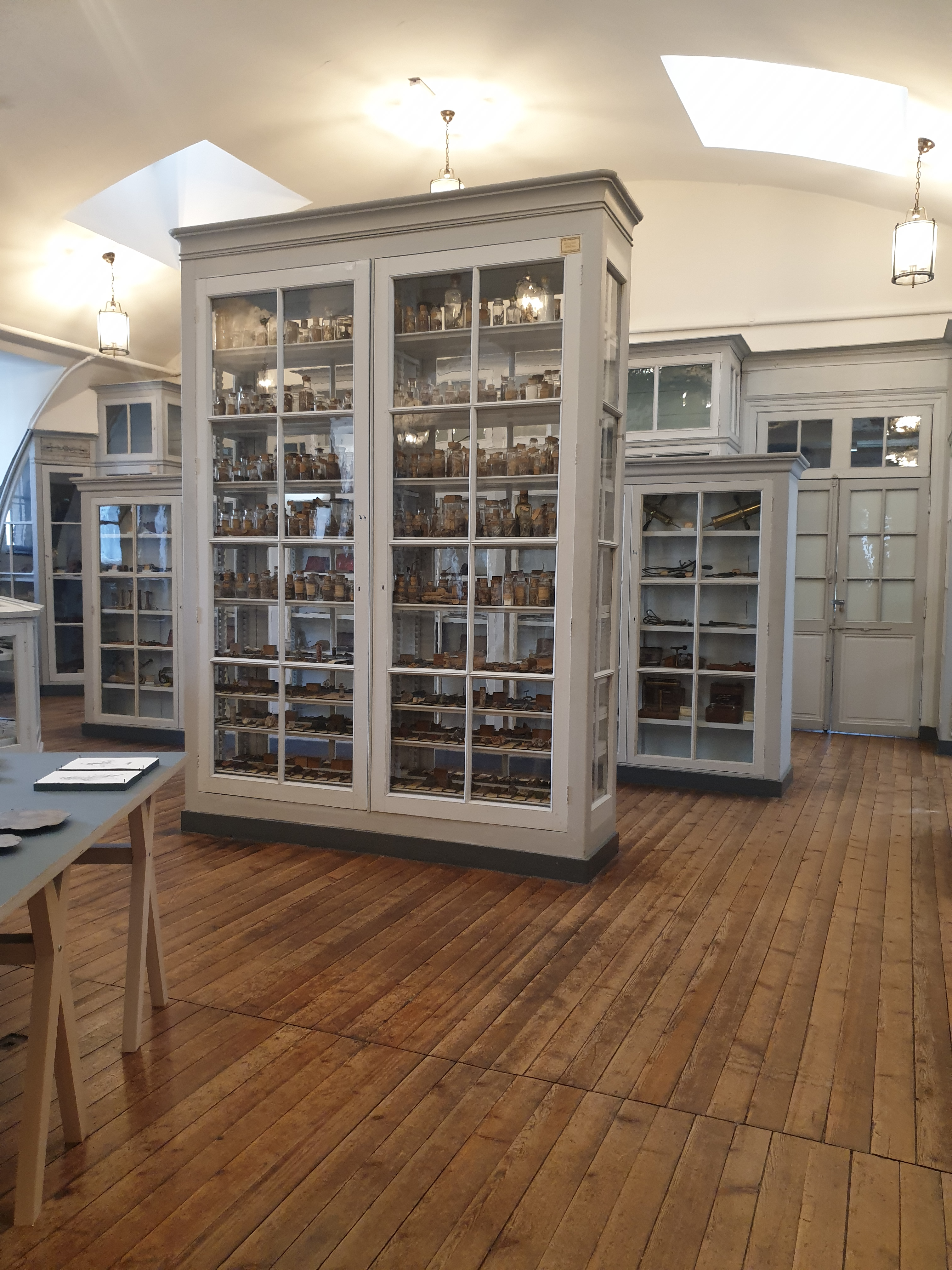
Salle muséale
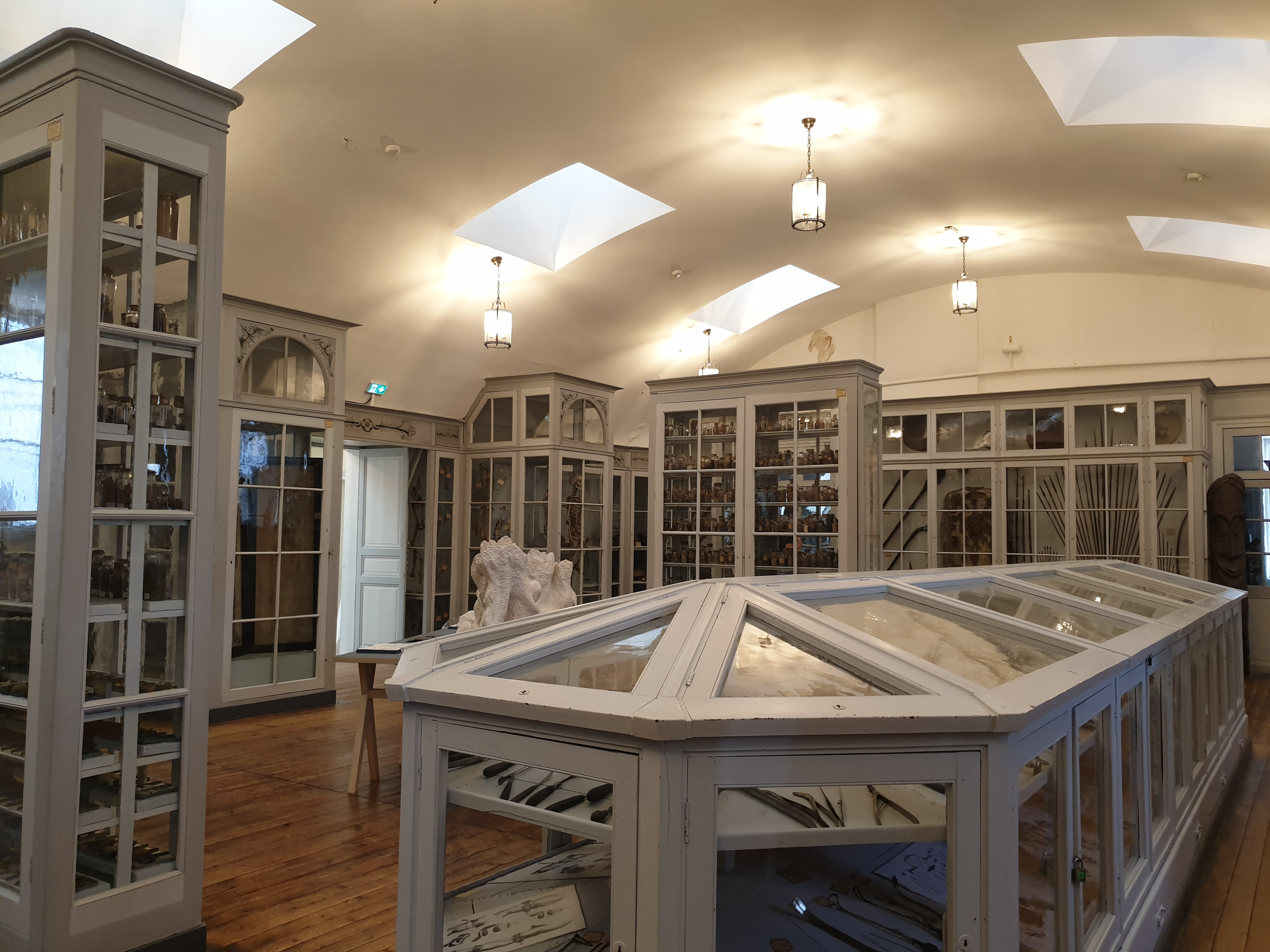
Salle muséale

Les espaces historiques se visitent uniquement dans le cadre de visites guidées. Seule une portion du rez-de-chaussée est accessible en visite libre, gratuitement : y est proposé un espace d'interprétation, où sont détaillées les grandes étapes de l'histoire de la médecine navale.
En 2008, le musée reçoit 7 500 visiteurs. 